# Chad Kerley
Chad Kerley (27 de enero de 1994) es un deportista estadounidense que compite en ciclismo en la modalidad de BMX estilo libre. Consiguió cinco medallas en los X Games.

## Medallero internacional
| \| X Games de Verano \| X Games de Verano \| X Games de Verano \| X Games de Verano \| \| Año \| Lugar \| Medalla \| Prueba \| \| ----------------- \| ---------------------------- \| ----------------- \| ----------------- \| \| 2012 \| Los Ángeles (Estados Unidos) \| Medalla de plata \| Calle \| \| 2013 \| Los Ángeles (Estados Unidos) \| Medalla de oro \| Calle \| \| 2018 \| Mineápolis (Estados Unidos) \| Medalla de oro \| Calle \| \| 2019 \| Shanghái (China) \| Medalla de bronce \| Calle \| \| 2019 \| Mineápolis (Estados Unidos) \| Medalla de bronce \| Calle \| |                              |                   |        |
| X Games de Verano |                              |                   |        |
| Año | Lugar                        | Medalla           | Prueba |
| 2012 | Los Ángeles (Estados Unidos) | Medalla de plata  | Calle  |
| 2013 | Los Ángeles (Estados Unidos) | Medalla de oro    | Calle  |
| 2018 | Mineápolis (Estados Unidos)  | Medalla de oro    | Calle  |
| 2019 | Shanghái (China)             | Medalla de bronce | Calle  |
| 2019 | Mineápolis (Estados Unidos)  | Medalla de bronce | Calle  |